# Jürgen Smidt
Jürgen Smidt ist ein deutscher Chemiker, der maßgeblich an der Entwicklung des Wacker-Hoechst-Verfahren 1956 bis 1962 bei Wacker Chemie beteiligt war (mit Walter Hafner, Reinhard Jira).
Smidt wurde 1948 an der Universität Erlangen promoviert (Über ein Kondensationsprodukt aus Butyraldehyd).
Er war um 1963 Direktor von Wacker Chemie.
1982 erhielt er mit Walter Hafner den Karl-Ziegler-Preis und 1962 den DECHEMA-Preis für den Wacker-Prozess.